# Martine Bertereau
Martine Bertereau, também conhecida como Baronesa de Beausoleil (Turene, 1600 – Vincennes, 1642) foi uma pioneira engenheira de minas francesa e a primeira mulher mineralogista que se tem registro, tendo viajado extensivamente pela Europa em busca de depósitos minerais. É considerada a primeira mulher geóloga da França.
Martine pesquisou os locais de centenas de minas em potencial na França, a serviço do rei francês. Seus escritos descrevem o uso de hastes de radioestesia, bem como muitas recomendações científicas e práticas úteis, derivadas em grande parte do livro do engenheiro romano Vitrúvio sobre arquitetura, De architectura. Tais obras são um vislumbre único das habilidades artesanais envolvidas na mineração no século XVII.

## Biografia

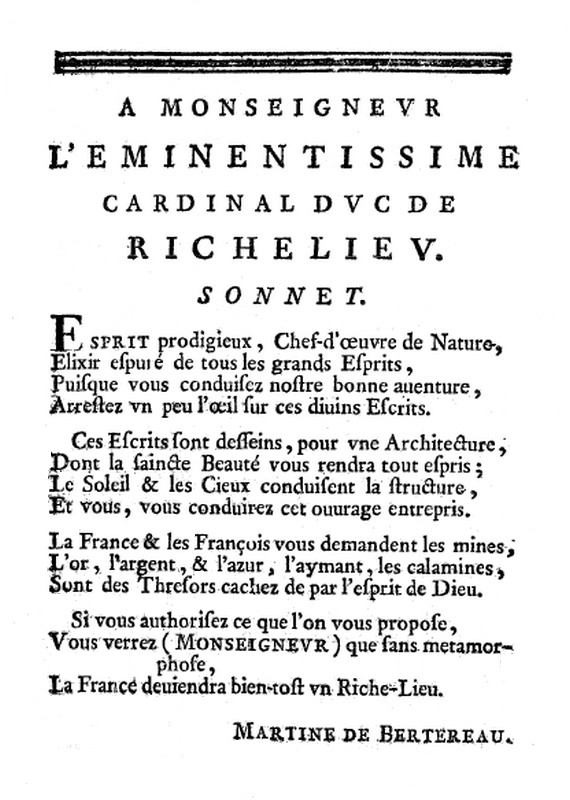
Soneto dedicado ao Cardeal Richelieu, escrito por Martine Bertereau em seu livro La restitution de pluton, 1640.

Martine nasceu por volta de 1600, no seio de uma nobre família francesa de Turene, que tradicionalmente se dedicava à mineração. Casou-se com Jean de Chastelet, Barão de Beausoleil e Auffenbach, um especialista em mineração. O Sacro Imperador Romano-Germânico Rodolfo II o nomeou o comissário geral das minas da Hungria, o que fez o casal viajar vistoriando minas na América do Sul, Hungria e Alemanha.
Em 1626, eles foram comissionados pelo rei Henrique IV para pesquisar o território Francês em busca de possíveis localizações de minas e reviver a indústria de mineração francesa. Eles estabeleceram uma base em Morlaix, na Bretanha. Sua atividade despertou suspeitas no clero provinciano de que seus métodos envolviam magia e um padre, o provincial Prévôt Touche-Grippé, revistou seus castelos procurando material incriminador. Nenhuma acusação foi feita, mas o casal foi forçado a deixar a França. Eles foram convidados de volta pelo rei Luís XIII para continuar seu trabalho.
Martine escreveu dois relatórios sobre o seu trabalho. O primeiro, Véritable déclaration de la découverte des mines et minières ("Declaração real da descoberta de minas e mineração") foi publicado em 1632. A segunda foi na forma de um poema dirigido ao cardeal de Richelieu, La restitution de pluton ("A restituição de plutão"), publicado em 1640, que na verdade foi um pedido para que fossem pagos pelo trabalho que realizaram às suas próprias custas. Nesta última, ela procura defender sua posição incomum como mulher na indústria de mineração.
| “ | Mas eis o que é dito pelos outros, sobre uma mulher que se dedica a cavar buracos e perfurar montanhas: isso é ousado demais, e ultrapassa as forças e a indústria desse sexo, e talvez haja mais palavras vazias e vaidade em tais promessas (vícios para os quais as pessoas voadoras são frequentemente ligadas) do que a apresentação da verdade. Eu diria a estes descrentes, e a todos aqueles que se armam com tais e outros argumentos, para macular histórias, onde eles descobrirão que, no passado, houve mulheres que não eram apenas belicosas e habilidosas em armas, mas ainda mais, especialistas em artes e ciências especulativas, tão professadas tanto pelos gregos como pelos romanos. | ” |

## Morte
Acredita-se que, precisando de dinheiro, o governo se voltou contra eles, acusando-os de bruxaria. Jean de Chastelet foi encarcerado na Bastilha, enquanto Martine e sua filha mais velha foram enviadas para Vincennes. Ambos morreram na prisão.